# Arctia immaculata
Arctia immaculata là một loài bướm đêm thuộc phân họ Arctiinae, họ Erebidae.